# Frank Lauren Hitchcock
Frank Lauren Hitchcock (6 de março de 1875 – 31 de maio de 1957) foi um matemático e físico estadunidense, conhecido por sua formulação do problema de transporte.

## Formação e carreira
Frank entrou na Universidade Harvard, onde obteve o bacharelado em 1896. Começou então a lecionar, inicialmente em Paris e no Kenyon College em Gambier (Ohio). De 1904 a 1906 lecionou química na Universidade Estatal de Dakota do Norte em Fargo (Dakota do Norte).
Hitchcock retornou a Massachusetts e começou a lecionar no Instituto de Tecnologia de Massachusetts com estudos de pós-graduação em Harvard. Em 1910 obteve um Ph.D. com a tese Vector Functions of a Point.

## Obras
- 1910: Vector Functions of a Point.
- 1915: A Classification of Quadratic Vectors Functions, Proceedings of the National Academy of Sciences of the United States of America 1(3):177 to 183.
- 1917: On the simultaneous formulation of two linear vector functions, Proceedings of the Royal Irish Academy Section A 34: 1 to 10.
- 1920: A study of the vector product Vφαθβ, Proceedings of the Royal Irish Academy Section A 35: 30 to 7.
- 1920: A Thermodynamic Study of Electrolytic Solutions, Proceedings of the National Academy of Sciences of the United States of America 6(4):186 to 197.
- 1920: An Identical Relation Connecting Seven Vectors.
- 1921: The Axes of a Quadratic Vector, Proceedings AAAS 56(9):331 to 351.
- 1921: with Norbert Wiener, A New Vector Method in Integral Equations, MIT Journal of Mathematics and Physics volume 1.
- 1923: On Double Polyadics, with Application to the Linear Matrix Equation, Proceedings AAAS 58(10): 355 to 395.
- 1923: Identities Satisfied by Algebraic Point Functions in N-space, Proceedings AAAS 58(11): 399 to 421.
- 1923: with Clark S. Robinson, Differential Equations in Applied Chemistry, John Wiley & Sons, now from Archive.org.
- 1923: A Method for the Numerical Solution of Integral Equations.
- 1924: The Coincident Points of Two Algebraic Transformations.
- 1922: A Solution of the Linear Matrix Equation by Double Multiplication.